# Lenka Dombrovská
Lenka Dombrovská je česká dramaturgyně, kurátorka, publicistka a od roku 2014 ředitelka festivalu alternativního umění ...příští vlna/next wave.... Studovala bohemistiku a teatrologii na Filozofické fakultě Univerzity Karlovy, v letech 2013–2018 vedla kritickou rubriku v Divadelních novinách, od roku 2018 do roku 2024 vedla časopis Moderní divadlo vydávaný Městskými divadly pražskými a působila jako programová kurátorka pražského divadla Komedie a dramaturgyně festivalu Nová Komedie, který založila. Dříve přispívala do řady kulturních časopisů a novin, například Lidové noviny, A2, Týden, Reflex nebo Svět a divadlo. Je zvána do médií jako odbornice na alternativní divadlo. Je zakládající členkou umělecké skupiny Dílo a rediguje stejnojmenný časopis.
Ve své umělecké činnosti se věnuje především alternativnímu divadlu, tématům LGBT+, feminismu a ekologii. Zaměřuje se na alternativní umění, její publikace Tváře alternativy shrnuje třicet let alternativní kultury v Česku a představuje profily významných českých umělců z této oblasti. Za jejího vedení získal festival ...příští vlna/next wave... cenu Česká divadelní DNA 2024.
Působila v řadě odborných komisí a porot, například v Dramaturgické radě PerformCzech Divadelního ústavu, v porotě soutěžní přehlídky České divadelní fotografie (v roce 2023 byla zvolena její předsedkyní), do roku 2019 v porotě Cen divadelní kritiky a do roku 2017 v porotě Ceny Divadelních novin.

## Dílo
- Medoušek je hrdina! (2010) Divadlo 100 opic (autorka)
- Zimní pohádka (2012) Divadlo 100 opic (autorka)
- Stavitelé písku (2019) (dramaturgyně)[21]
- Stigmata (2021) Městská divadla pražská (dramaturgyně, spoluautorka)
- Kabinet přátelství a naděje (2022) (dramaturgyně)[22]
- Komedie Jack staví dům (2023) Městská divadla pražská (dramaturgyně, spoluautorka)[23]
- Já, Johan*a (2023), Městská divadla pražská (dramaturgyně, spoluautorka)[14]
- Frankenstein (2024), Městská divadla pražská (dramaturgyně, spoluautorka)
- Orlando (2024), Městská divadla pražská (dramaturgyně, spoluautorka)